# 懷特厄斯鎮區 (明尼蘇達州貝克縣)
懷特厄斯鎮區（英語：White Earth Township）是位於美國明尼蘇達州貝克縣的一個行政鎮區。

## 地方資料
懷特厄斯鎮區的面積為90.30平方千米，當中陸地面積為83.60平方千米，而水域面積為6.70平方千米。根據2020年美國人口普查的數據，當地共有人口765人，而人口密度為每平方千米8.47人。